# HMS Birkenhead (1845)
Pour les autres navires du même nom, voir HMS Birkenhead.
Le HMS Birkenhead est un navire de transport de troupes à coque en fer lancé en 1845 par la Royal Navy. Le navire a d'abord été conçu en tant que frégate à roues à aubes, mais a finalement été converti en navire de transport de troupes avant d'être commandé.
Il sombre le 26 février 1852 à Danger Point près de Gansbaai, à 140 kilomètres du Cap (Afrique du Sud) alors qu'il transportait des troupes vers la baie d'Algoa.

## Histoire
L'expression « Les femmes et les enfants d'abord » est à l'origine liée au naufrage du navire, un des passagers probablement militaire l'a prononcée au moment d'utiliser les canots de sauvetage.

## Galerie

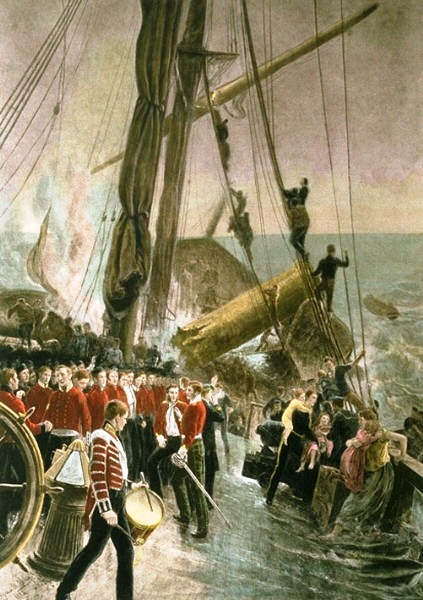
Thomas M. Hemy, Le naufrage du Birkenhead, vers 1892.
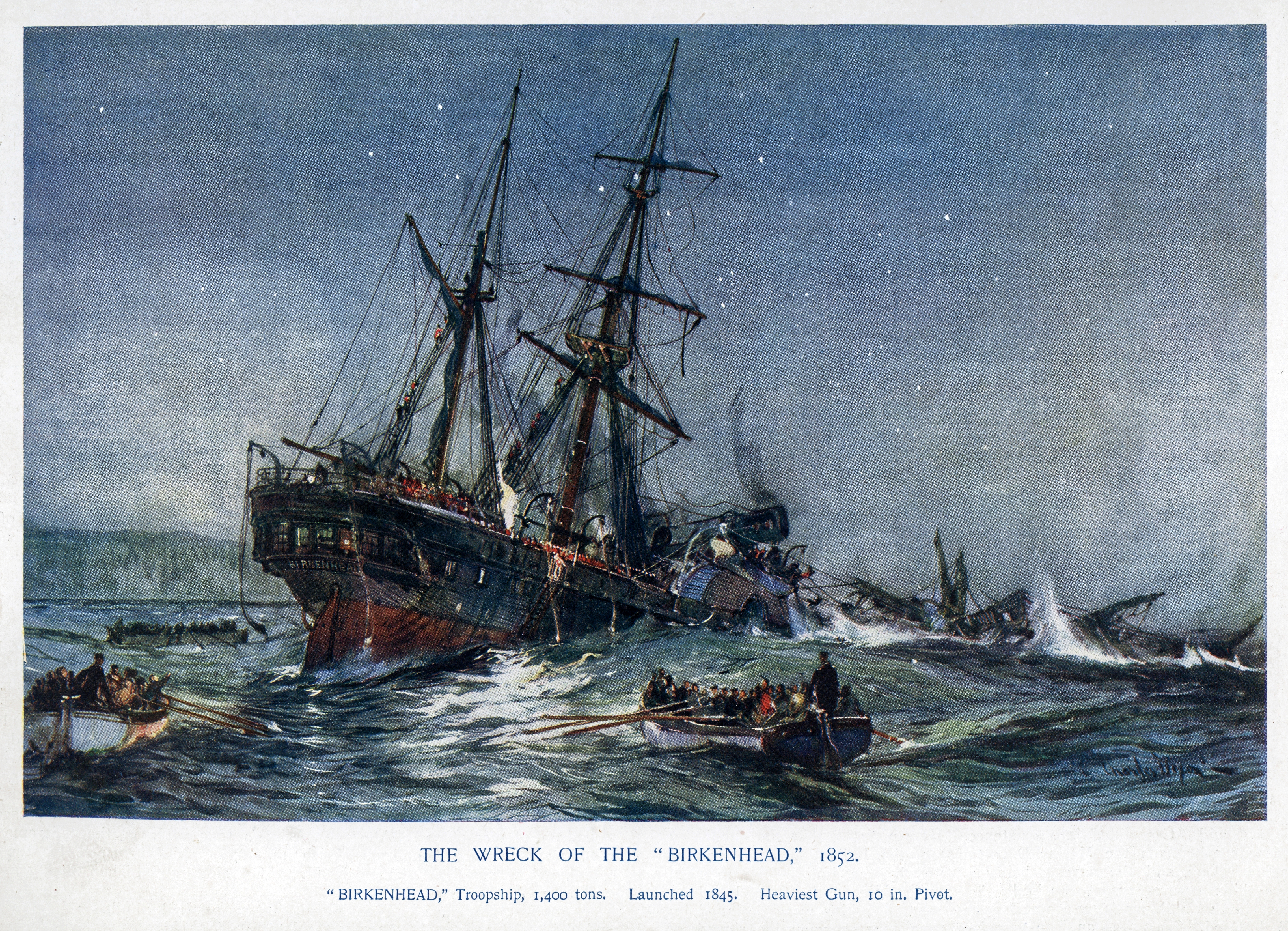
Charles Dixon, Le naufrage du Birkenhead, 1901.